# Glory of the Roman Empire
Glory of the Roman Empire — градостроительный симулятор, производства болгарской компании Haemimont Games. Действие игры происходит в эпоху Римской империи, а её особенностью является трёхмерный игровой движок и индивидуальное моделирование поведения персонажей. Релиз игры для PC состоялся в сентябре 2006 года. В России издателем является компания Акелла.

## Геймплей
В этой игре игрок берёт на себя роли градостроителя, губернатора и военного лидера. Для успеха потребуются навыки планирования, экономическая проницательность и, в случае необходимости, военная сила. Геймерам предстоит превратить небольшую деревню в процветающее сообщество, налаживая торговлю с соседями. Они также будут расширять и защищать свои границы, используя более агрессивные методы. Особое внимание будет уделяться физическому и эмоциональному здоровью горожан. Под умелым руководством сельские жители будут взрослеть и стареть, способствуя развитию более развитых обществ и крупных городов.

## Критика
| Сводный рейтинг    | Сводный рейтинг |
| Агрегатор          | Оценка          |
| ------------------ | --------------- |
| GameRankings       | 69,03%          |
| Metacritic         | 66%             |
| Иноязычные издания |                 |
| Издание            | Оценка          |
| 1UP.com            | C+              |
| Eurogamer          | 60%             |
| GameSpot           | 56%             |
| GameSpy            | [ 8 ]           |
| IGN                | 76%             |
| PALGN              | 60%             |
| PC Gamer (UK)      | 70%             |
| PC Gamer (US)      | 50%             |
| X-Play             | [ 13 ]          |